# Progressive Organisationen der Schweiz

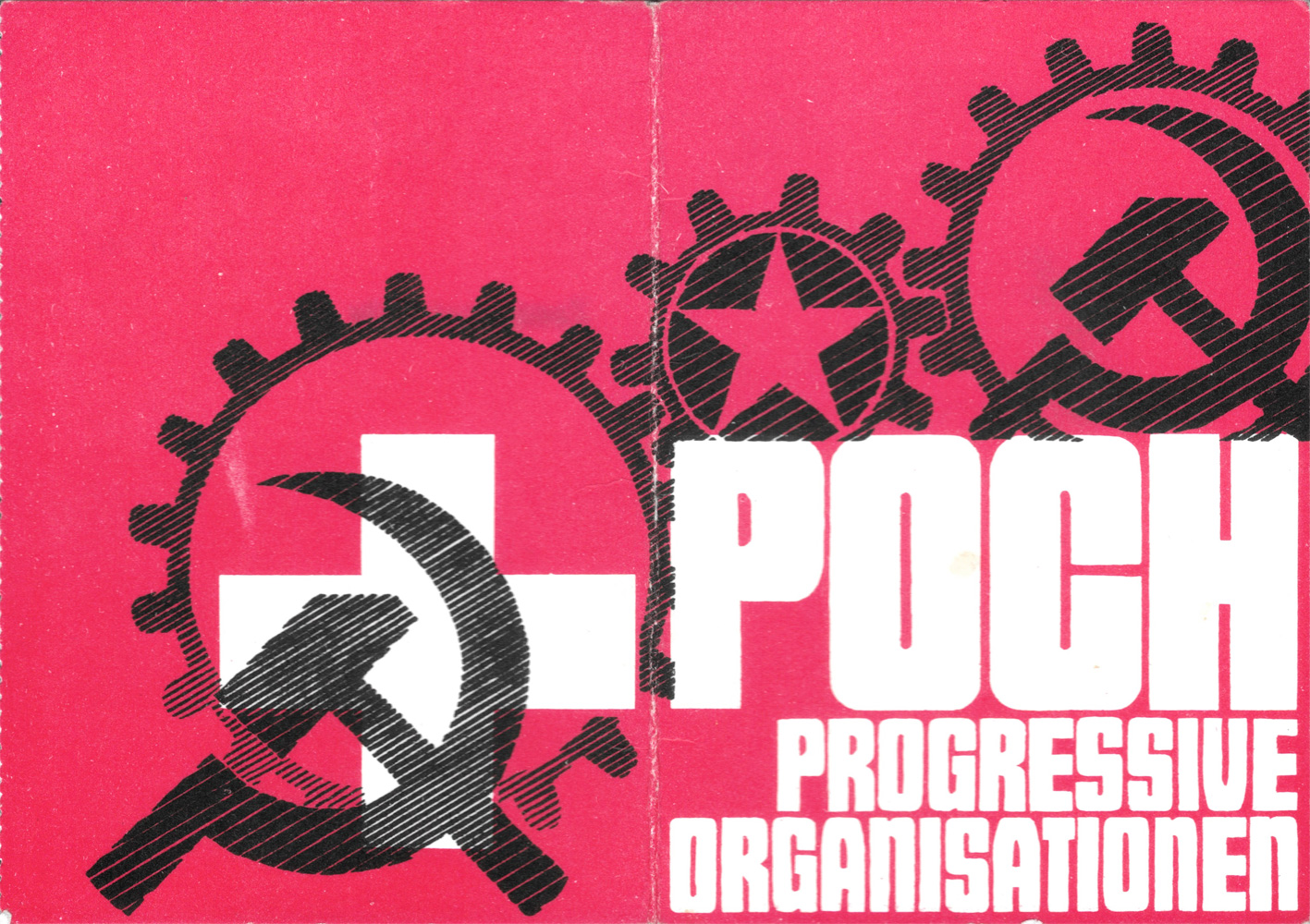
Mitgliederausweis Progressive Organisationen der Schweiz 1974

Die Progressiven Organisationen der Schweiz, meist kurz POCH genannt, waren eine linke politische Partei, die bis Anfang der 1990er-Jahre aktiv war.

## Geschichte
Die POCH wurden im Zuge der 1968er-Studentenbewegung als Partei mit kommunistischer Orientierung gegründet. Daniel Vischer wurde Politischer Sekretär. 
1977 gründeten Frauengruppen der POCH die Organisation für die Sache der Frau (OFRA), die autonom agierte, der Partei aber weiterhin nahe stand.
Auf dem Kongress im Jahr 1978 propagierte man eine «demokratische Erneuerung» als «neue[s] Leitmotiv», «der historisch gewordene Pluralismus [… wurde] ausdrücklich anerkannt. […] Eine Überwindung des Kapitalismus» sei «nur durch weltweites Zusammenwirken aller revolutionären und demokratischen Bewegungen einschliesslich der kommunistischen Parteien möglich», doch floss «nun eine gewisse Kritik am ‹Machtmissbrauch› in den Oststaaten ein.» 1980 befand sich die Partei «im Aufwind […] infolge des Gewinns neuer parlamentarischer Positionen (1979 in Zürich, Basel-Land, Luzern und Tessin; Gemeindewahlresultaten in Luzern)» und verstärkte ihre Zentralorgane.
1987 distanzierten sich die POCH vom Marxismus-Leninismus und nannten sich fortan POCH-Grüne. Nach der Auflösung der einzelnen Kantonalparteien zwischen Ende der 1970er Jahre und 1993 traten viele POCH-Mitglieder der Grünen Partei bei, manche auch den Sozialdemokraten, und die Partei wurde aufgelöst. Als letzte kantonale Sektion löste sich 1993 diejenige in Basel-Stadt auf, aus der die heute noch bestehende Partei BastA hervorging. Auf POCH-Listen gewählte Parlamentarier in kantonalen und kommunalen Parlamenten versahen jedoch ihre Funktion noch bis ans Ende ihrer Amtszeit.
Seinen Ursprung in den POCH hat der Rotpunktverlag in Zürich. Dieser wurde 1976 als Genossenschaft «Rotpunkt Verlag (RPV)» auf Beschluss der Parteileitung mit dem Zweck gegründet, «die Herausgabe und Verbreitung sozialistischer Literatur zu fördern». Mit der Umwandlung in eine Aktiengesellschaft 1997 wurde der Zweck zurückhaltender formuliert; demnach geht es nun um gesellschaftskritisches Engagement.
Indirekter Nachfolger der POCH in der Stadt Zürich ist die Alternative Liste, die nach Auflösung der dortigen POCH-Sektion gegründet wurde.

## Ergebnisse der Wahlen zum Nationalrat
- 1971: 0,09 %
- 1975: 0,99 %
- 1979: 1,70 % – 2 Sitze, Ruth Mascarin und Andreas Herczog[10]
- 1983: 2,23 % – 3 Sitze, Ruth Mascarin, Barbara Gurtner und Andreas Herczog[11]
- 1987: 3 Sitze (Kandidatur auf Listen des Grünen Bündnis, das einen  Wähleranteil von 4,00 % erzielte), Anita Fetz, Susanne Leutenegger Oberholzer, Andreas Herczog[12]
- 1991: Kandidatur auf Listen des Wahlbündnisses Die Andere Schweiz – DACH (gemeinsam mit dem Grünen Bündnis) sowie der PdA